# 1976 في تركيا
فيما يلي قوائم الأحداث التي وقعت خلال عام 1976 في تركيا.

## سياسة

### تعيين في المنصب
- 16 أبريل – سليمان أتش رئيس منظمة الشؤون الدينية التركية ‏.

### انتهاء فترة المنصب
- 26 يوليو – لطفي دوغان رئيس منظمة الشؤون الدينية التركية ‏.

## مواليد

### يناير
- 1 يناير – إيبرو جيلان
- 1 يناير – محمد قصاب أوغلو سياسي تركي.
- 1 يناير – مراد كوروم سياسي تركي.
- 1 يناير – مصطفى دوغان لاعب كرة قدم.
- 1 يناير – مصطفى ورانك سياسي تركي.
- 1 يناير – هارون دوغان مصارع هاوي تركي.
- 15 يناير – زارا مغنية تركية.
- 21 يناير – سيردار أورتشين ممثل تركي.

### فبراير
- 4 فبراير – فيسيل جيهان لاعب كرة قدم تركي.
- 4 فبراير – مراد شاهين لاعب كرة قدم تركي.
- 5 فبراير – ألتان اكسوي لاعب كرة قدم تركي.

### مايو
- 29 مايو – جولشان مغنية تركية.

### يونيو
- 4 يونيو – توبا إيكينجي
- 25 يونيو – ربيعة قازان صحفية تركية.
- 28 يونيو – بولات بيلجن ممثل تركي.

### يوليو
- 4 يوليو – حلمي فولكان ديمر فيزيائي تركي.
- 10 يوليو – شفق باوي برلمانية وناشطة تركية.
- 12 يوليو – حسنو موسيقي تركي.
- 18 يوليو – كانسين أوزوسين ممثلة تركية.
- 25 يوليو – مراد داناجي ممثل تركي.

### أغسطس
- 1 أغسطس – حسن شاش لاعب كرة قدم تركي.
- 13 أغسطس – أوزغه أوزبرك ممثلة تركية.
- 25 أغسطس – سيردار توبراكتيب لاعب كرة قدم تركي.

### سبتمبر
- 27 سبتمبر – حسن سونميز لاعب كرة قدم تركي.

### أكتوبر
- 2 أكتوبر – جمال هونال ممثل تركي.
- 2 أكتوبر – زافر بيريول لاعب كرة قدم تركي.
- 20 أكتوبر – حسان كاراجاداغ
- 30 أكتوبر – أوميت أوزات لاعب كرة قدم تركي.

### نوفمبر
- 20 نوفمبر – جمال يلدز
- 20 نوفمبر – محمود ا. أسرار
- 23 نوفمبر – جنيد جاقر حكم كرة قدم تركي.
- 30 نوفمبر – حسين غوجيك
- 30 نوفمبر – مراد جمجير ممثل تركي.

### ديسمبر
- 15 ديسمبر – توبا ألتنتوب

## وفيات

### يناير
- 1 يناير – نظيرة زين الدين (مواليد 1908) كاتبة وسياسية لبنانية.
- 5 يناير – حميد كابلان (مواليد 1934) مصارع هاوي تركي.

### مارس
- 25 مارس – إحسان نوري الباشا (مواليد 1892)

### يوليو
- 20 يوليو – ماكس ماكسوداين (مواليد 1881) ممثل فرنسي.